# Кураева, Зинаида Михайловна
Зинаида Михайловна Кураева — советский хозяйственный, государственный и политический деятель.

## Биография
Родилась в 1912 году в Коканде. Бухарская еврейка. Член ВКП(б).
С 1927 года — на хозяйственной, общественной и политической работе. В 1927—1947 гг. — мотальщица на Бухарской трикотажной фабрике, студентка Учительского института в городе Бухара, первый секретарь районного комитета КП Узбекской ССР в Бухарской области.
Избирался депутатом Совета Национальностей Верховного Совета СССР 1-го созыва от Узбекской ССР.
Умерла в 1947 году в Коканде. Похоронена на Еврейском кладбище города Коканда.